# ارمنی‌های آلمان

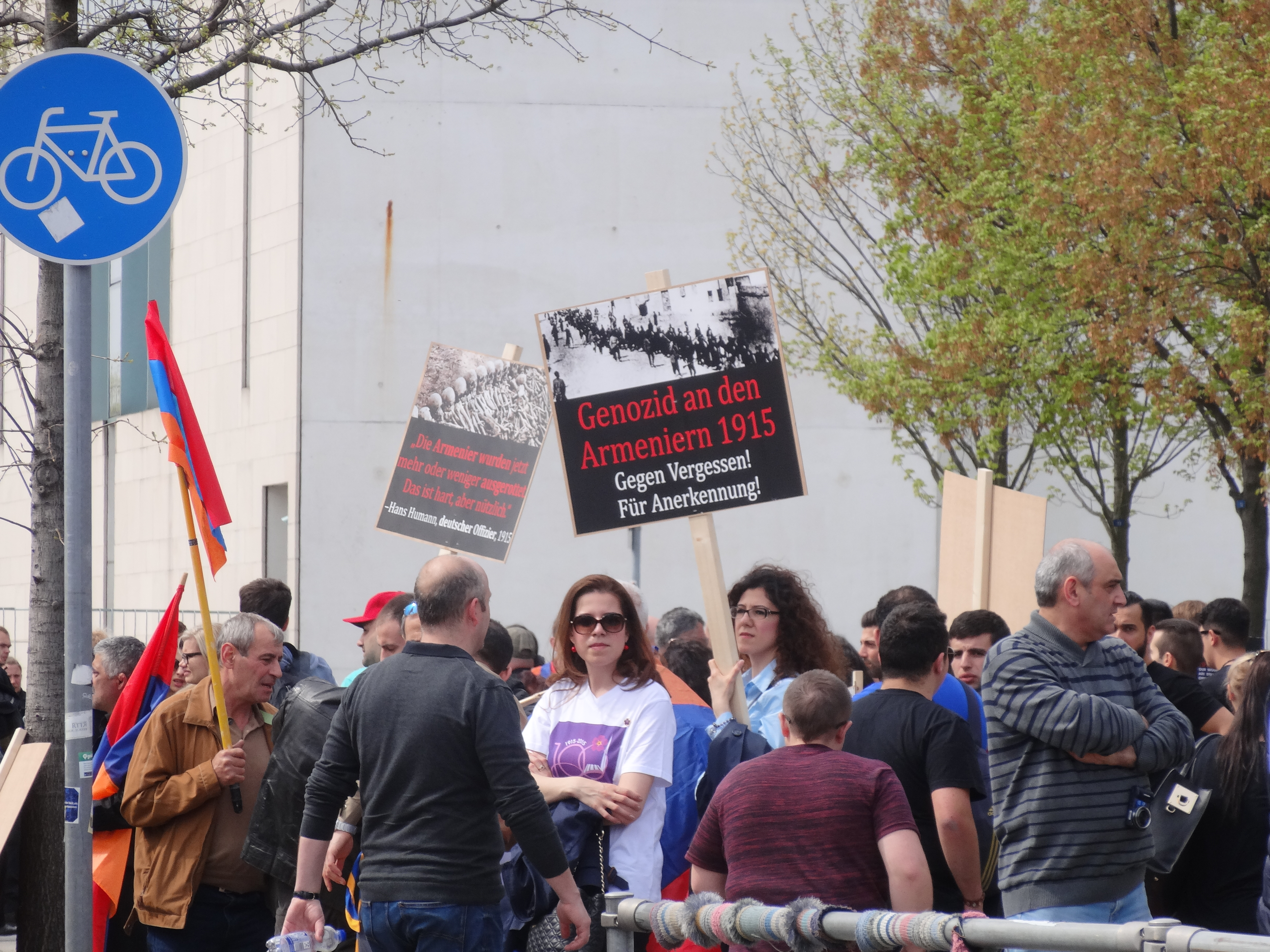
تظاهرات یادبود واقعه نسل‌کشی ارمنی‌ها در سال ۱۹۱۵ (برلین ۲۵ آوریل ۲۰۱۵)

ارمنی‌های آلمان (ارمنی: Հայերը Գերմանիայում; آلمانی: Armenier in Deutschland) به شهروندان و دارندگان اقامت دائم آلمان با پس زمینه قومی ارمنی گفته می‌شود.

## مناطق مهم سکونت
نوردراین-وستفالن، مابین شهرهای کلن و دوسلدورف، هسن (در اینجا ارامنه عمدتاً در فرانکفورت ساکنند) و هامبورگ. یک اجتماع به اندازه کافی قدرتمند در برلین وجود دارد (حدود ۲۰۰۰ نفر). ارامنه در مونیخ هم ساکنند که دارای جایگاه‌های نسبتاً نمونه‌ای در میان مهاجرین ساکن در آلمان می‌باشند.
ارامنه‌ای که در جمهوری جدید آلمان (بعد از اتحاد دو آلمان) زندگی می‌کنند، یک اقلیت قومی هستند. همانند اکثر جوامع دیاسپورای ارمنی، اکثر ارامنه آلمان هم بعد از نسل‌کشی ارمنی‌ها در ۱۹۱۵ به آلمان مهاجرت کرده‌اند بقیه نیز بعداً از کشورهایی مثل ایران و آذربایجان و لبنان به آلمان آمدند. ورود دیگر ارامنه به آلمان متعاقب آزارهای ملی در ترکیه بوده‌است. بعد از جنگ جهانی دوم، تعدادی از اهالی ارمنستان شوروی که قبلاً زندانی جنگی بودند به بخش اشغال شده آلمان توسط آمریکا فرار کردند. از آن جایی که عده‌ای به آلمان سفر کرده و عده‌ای نیز در این کشور ساکن شدند لذا این سکونت‌ها بعدها پایه‌ای برای درخواست پناهندگی گشتند.

## تاریخچه
اولین تشکیلات ارامنه در آلمان، منطقه مهاجرنشین ارمنی در برلین بود که در سال ۱۹۲۳ تشکیل شد و تا سال ۱۹۷۵ مناطق دیگر ارمنی‌نشین در هامبورگ، برلین، کولونیه، فرانکفورت، اشتوتگارت و مونیخ تشکیل شد. در ۱۹۸۰ مناطق دیگری نیز در برمن، براونشوایگ، نورنبرگ، کُهل و نقاط دیگر تشکیل شدند.
در حال حاضر حدود ۲۵٬۰۰۰ ارمنی با تابعیت آلمان و حدود ۱۵٬۰۰۰ ارمنی جویای پناهندگی در آلمان زندگی می‌کنند. جمعیت آنها در مکلنبرگ در پومرانیای غربی متمرکز است. برای ارامنه‌ای که از ارمنستان آمده و جویای پناهندگی می‌باشند و برای کلیسای ارمنی، خدماتی نظیر تعمید، قرائت‌های کتاب مقدس و حمایت از جامعه ارامنه ارائه شده‌است اسقف‌نشین آلمان، تمامی هزینه‌های لازم برای حمایت از ارامنه وارد شده از ارمنستان بعد از شوروی را متقبل می‌شود و این خدمات را به‌عنوان بخشی از مأموریت خود در نظر می‌گیرد.

## آلمان و نسل‌کشی ارمنی‌ها
در سال ۲۰۰۵، مجلس آلمان، قطعنامه‌ای را به تصویب رسانده که «اخراج سازمان یافته و نابودی ارامنه» را به رسمیت می‌شناسد و اظهار می‌دارد که «مورخین مستقل بی‌شمار و مجالس و سازمان‌های بین‌المللی» این واقعه را به عنوان نسل‌کشی شناخته‌اند. این قطعنامه همچنین دربردارنده یک عذرخواهی برای نقش آلمان در قتل‌عام می‌باشد (پادشاهی آلمان، یکی از متحدین امپراتوری عثمانی در جنگ جهانی اول بود و با دلایل فراوان براندازی در این جنگ مداخله نمود) و ترکیه را به آزمایش نقش خود در پاکسازی نژادی فراخواند.
این قطعنامه به دلیل حضور تعداد نسبتاً زیاد اتباع با ملیت ترک که در آلمان زندگی می‌کنند، مهم تلقی می‌شود.